# Les Goulles
Les Goulles ist eine französische Gemeinde mit 17 Einwohnern (Stand 1. Januar 2022) im Département Côte-d’Or in der Region Bourgogne-Franche-Comté. Sie gehört zum Kanton Châtillon-sur-Seine und zum Arrondissement Montbard.
Nachbargemeinden sind La Chaume im Nordwesten, Lignerolles im Norden, Aubepierre-sur-Aube im Osten, Gurgy-la-Ville im Südosten und Lucey im Südwesten.

## Weblinks

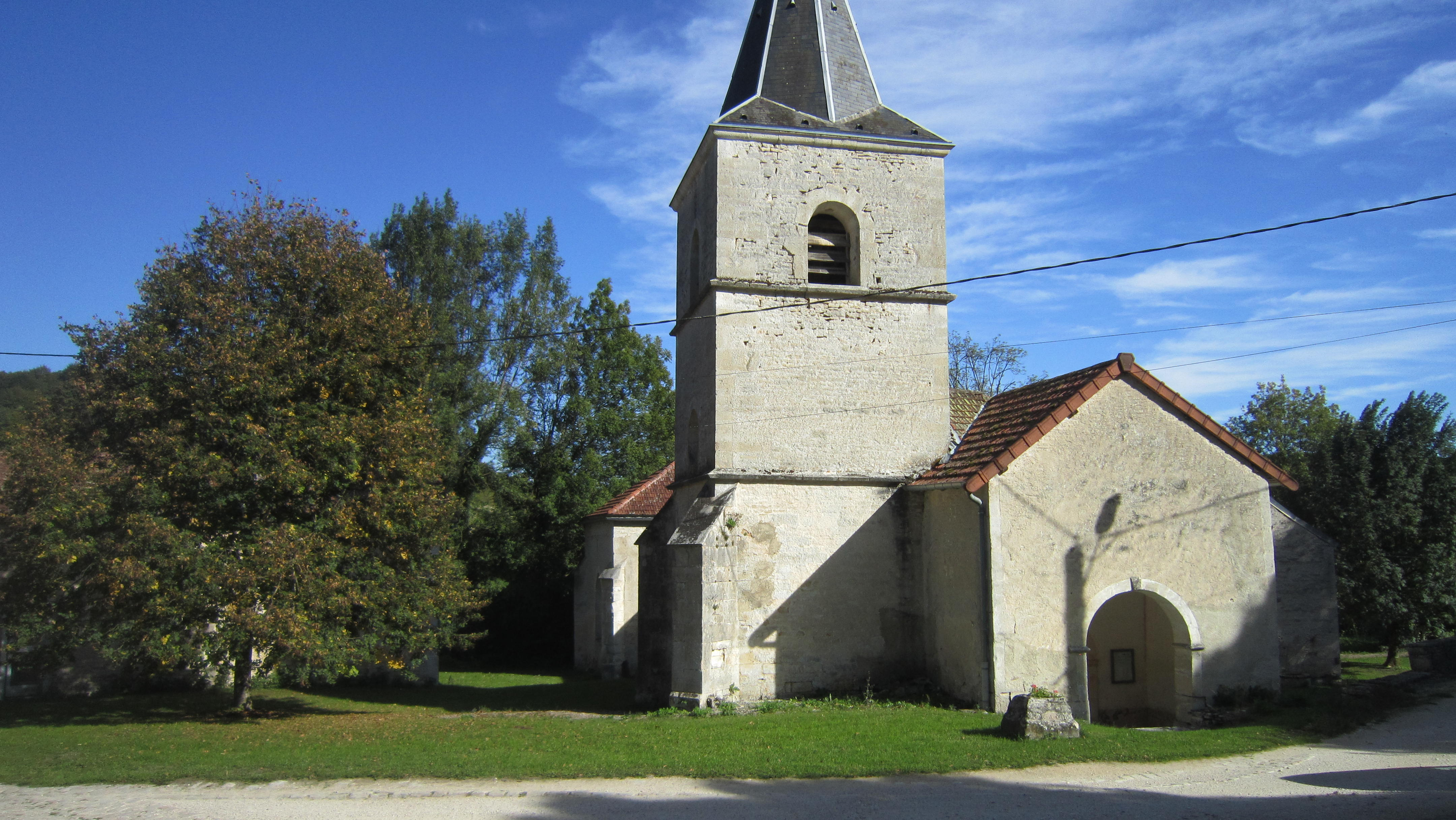
Kirche Sainte-Marie-Madeleine

## Bevölkerungsentwicklung
| Jahr                       | 1962 | 1968 | 1975 | 1982 | 1990 | 1999 | 2008 | 2015 |
| -------------------------- | ---- | ---- | ---- | ---- | ---- | ---- | ---- | ---- |
| Einwohner                  | 36   | 26   | 22   | 21   | 19   | 12   | 15   | 15   |
| Quellen: Cassini und INSEE |      |      |      |      |      |      |      |      |